# Ван Мале, Китти
Китти ван Мале (нидерл. Kitty van Male, родилась 5 июня 1988 года в Амстелвене) — нидерландская хоккеистка на траве, нападающая клуба «Амстердамсе» и сборной Нидерландов. Чемпионка летних Олимпийских игр 2012 года, чемпионка мира и Европы.

## Спортивная карьера
Ван Мале начинала заниматься спортом в клубе «Пиноке», а с 2008 года выступает за «Амстердамсе», в 2009 и 2013 становилась чемпионкой страны, в 2014 году выиграла Кубок чемпионов Еврохоккея, в 2009 году — Европейский кубок II. За сборную играет с 2010 года, выиграла с командой Олимпиаду-2012 и стала финалисткой Олимпиады-2016. Обладательница Кубка мира-2018, серебряный призёр Трофея чемпионов-2016, бронзовый призёр Трофея чемпионов-2012, чемпионка Европы-2017, бронзовый призёр чемпионата Европы-2013.
Кавалер ордена Оранских-Нассау за победу на Олимпиаде-2012.
Замужем за хоккеистом «Роттердама» Шурдом Герретсеном.